# Отдых после боя (картина)

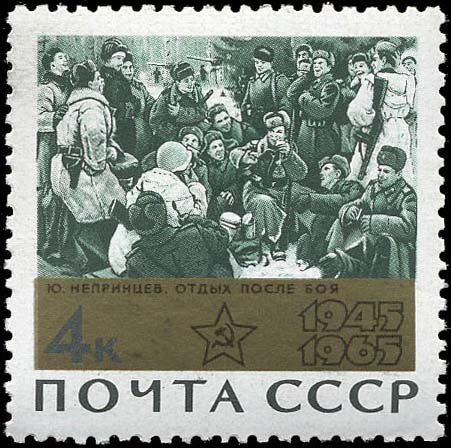
Фрагмент картины «Отдых после боя» (1955) на марке СССР 1965 года

«Отдых после боя» — картина известного советского живописца, академика Ю. М. Непринцева, написанная в 1951 году, в которой живописными средствами талантливо передана идея духовного единства народа в годы военных испытаний.
Сталинская премия первой степени 1952 года.

## История
Замысел картины Непринцеву подсказали личные наблюдения и переживания военных лет, а также знаменитая поэма А. Твардовского «Василий Тёркин». После начала войны художник добровольцем ушёл на фронт, служил в истребительном батальоне и действующих частях Краснознамённого Балтийского флота, участвовал в обороне Ленинграда.
Напряжённая работа над картиной продолжалась с 1949 по 1951 год и увенчалась большим успехом автора. Показанная на Всесоюзной художественной выставке в Москве, картина получила высокую оценку зрителей и специалистов. В 1952 году за картину «Отдых после боя» Юрий Непринцев был удостоен Сталинской премии первой степени. Миллионами репродукций картина разошлась по всей стране, что заслуженно сделало её одним из самых известных и любимых произведений советского изобразительного искусства.
Оригинал картины «Отдых после боя» был подарен руководителю КНР Мао Цзэдуну. В 1953 году Юрий Непринцев пишет вторую авторскую версию картины для Георгиевского зала Большого Кремлёвского дворца, а в 1955 году — третью версию для Государственной Третьяковской галереи. Картина вошла в «золотой фонд» отечественной живописи как одно из лучших воплощений образа советского человека. Для Непринцева картина стала вершиной творчества, хотя в последующие годы им будет создано немало живописных и графических работ, в том числе и на темы Великой Отечественной войны. Вариант картины из собрания Государственной Третьяковской галереи неоднократно экспонировался на крупнейших художественных выставках.